# Wilhelm Siegling

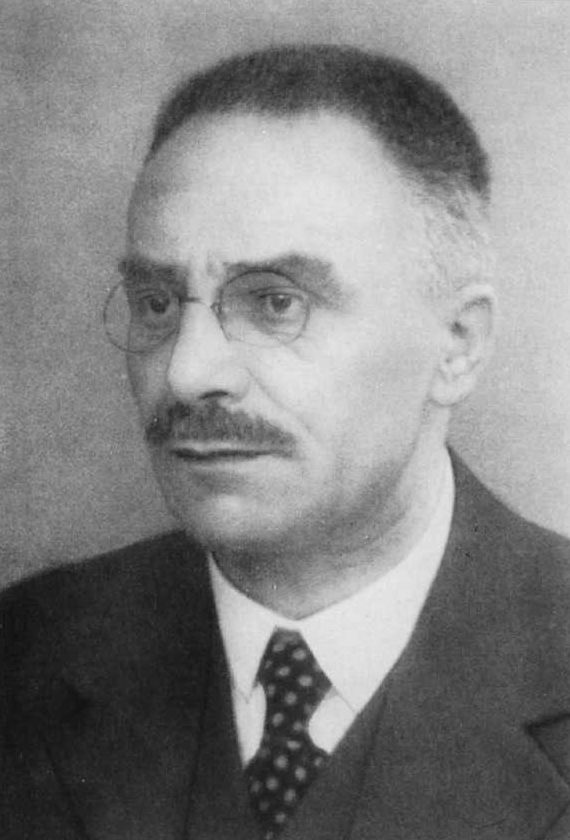
Wilhelm Siegling

Wilhelm Siegling (* 14. Januar 1880 in Erfurt; † 22. Januar 1946 in Berlin) war ein deutscher Indologe und Tocharologe. Siegling gilt als „Mitentdecker des ‚Tocharischen‘“ (Ernst Waldschmidt) und als „beste[r] Kenner der verschiedenen Abarten der Brahmi-Schrift zentralasiatischer Prägung“ (Emil Sieg).

## Leben
Nach Ablegung des Abiturs in Eisleben studierte Siegling in Halle an der Saale, Heidelberg, Leipzig, Greifswald und Berlin, wo er 1901–1906 Sanskrit, Avestisch und Tibetisch studierte und 1906 zum Dr. phil. promovierte.

### Die tocharischen Turfan-Funde

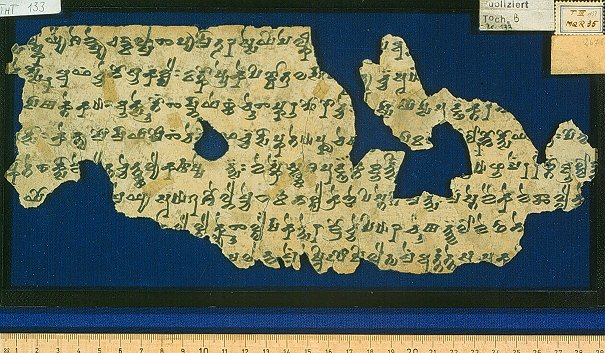
Eines der tocharischen Manuskripte (THT 133), das von Sieg und Siegling ediert und 1953 posthum in den „Tocharischen Sprachresten“ publiziert wurde.

Gemeinsam mit dem Privatdozenten Emil Sieg wurde Siegling auf Anregung von Professor Richard Pischel mit der Auswertung des Handschriftenfunde betraut, die die deutschen Turfanexpeditionen seit 1902 erbracht hatten und die der Königlich Preußische Akademie der Wissenschaften zu Berlin zur Weiterbearbeitung überlassen worden waren („Berliner Sammlung“). Seit 1907 widmete sich Siegling in enger Zusammenarbeit mit Emil Sieg diesen Relikten, zunächst als Eleve, dann (seit 1912) als Wissenschaftlicher Hilfsarbeiter. Die Manuskripte – oft fragmentarisch, meist aus buddhistischen Klöstern stammend und daher vorwiegend religiösen Inhalts – waren in einer indischen Brahmi-Schrift niedergeschrieben und Sprachzeugen einer bislang unbekannten Sprache, die Sieg und Siegling als „Tocharisch“ bezeichneten und die zu entziffern und zu übersetzen ihnen gelang. Zeitlich gehören sie in die zweite Hälfte des 1. Jahrtausends n. Chr. Von 1915 bis 1918 leistete Siegling Kriegsdienst; daher konnten erst 1920 die ersten Ergebnisse unter dem Titel „Tocharische Sprachreste I“ veröffentlicht werden.

### Akademie-Professur
Infolge seiner Leistungen wurde Siegling 1929 als Wissenschaftlicher Beamter mit dem Titel „Professor“ fest bei der Akademie angestellt. Die folgenden Jahre bis zum Ende des Zweiten Weltkriegs beschäftigte sich Siegling mit der Ausgabe einer tocharischen Grammatik und der Erschließung der weniger zusammenhängenden Textfunde („Tocharisch B“), die erst 1949, nach Sieglings Tod, erscheinen konnten.

### Charakter und Leistung
Sieg, der 1920 auf den Lehrstuhl in Göttingen berufen worden war, charakterisierte seinen vierzehn Jahre jüngeren Berliner Kollegen als eine „äußerst skeptische Natur, und die wissenschaftliche Zusammenarbeit mit ihm war nicht leicht… Aber er war auch von erstaunlicher Akribie“. So montierte Siegling sämtliche tocharischen Papierfragmente sorgfältig unter Glas, transkribierte die Texte säuberlich und war imstande, auch kleinste Textfragmente zu identifizieren, zuzuordnen und zu entziffern. Seine Kenntnisse des Sanskrit und des Tibetischen kamen ihm bei der Bearbeitung des Matŗceta-Stotra zugute, die er jedoch nicht mehr fertigstellen konnte. Siegling überlebte den Nachkriegswinter 1945/46 im völlig zerstörten Berlin nicht; seine Frau starb neun Jahre nach ihm, 1955, in Berlin-Wittenau.

## Privates
Ernst Waldschmidt, Nachfolger von Emil Sieg auf dem Göttinger Indologie-Lehrstuhl, war mit Siegling „lange Jahre über bekannt und befreundet“ (S. VIII). Er bezeichnete in seinem Nachruf den Lehrer und Freund als „stets bescheidenen Gelehrten“, den „höchste Sorgfalt und Formgefühl“ auszeichneten. Siegling habe daher eine gewisse Ergänzung und einen wissenschaftlichen Kontrapunkt zu dem älteren Kollegen Sieg gebildet:

„Siegs impulsive Natur war kühnen Kombinationen nicht abhold, so daß ein vorsichtiger Begleiter [i.e. Siegling] ihn bestens ergänzte.“

## Schriften (Auswahl, in zeitlicher Reihenfolge)
- Die Rezensionen des Caraṇavyūha. Leipzig : Druck von G. Kreysing 1906 [Inaugural-Dissertation]
- Ein Glossar zu Aśvaghoṣas Buddhacarita. Mit einer biographischen Einleitung von Ernst Waldschmidt, hgb. von Heinz Bechert u.a. Faks.-Ausg. Göttingen : Seminar für Indologie und Buddhismuskunde der Universität Göttingen 1985 – Eine Arbeit aus dem wissenschaftlichen Nachlass, in faksimilierter Handschrift, Entstehungsjahr 1906
- A list of the more important works on Indian ethnography. In: Baines, Jervoise Athelstane: Ethnography. Straßburg 1912
- Tocharisch, die Sprache der Indoskythen. Vorläufige Bemerkungen über eine bisher unbekannte indogermanische Literatursprache. Berlin : 1908 [Sonderdruck aus Sitzungsberichte der Königlich Preussischen Akademie der Wissenschaften Berlin, 1908, 2, S. 915–934, 1 Faltbl., Ill. - 2., unveränd. Sonderabdruck. Berlin: Verl. der Königl. Akad. der Wiss. 1916]
- Tocharische Sprachreste. Sprache A. 1, Die Texte; A. Transcription. 1, Die Texte; B. Tafeln. Berlin : de Gruyter 1921
- Die Speisung des Bodhisattva vor der Erleuchtung, nach einem in Turfan gefundenen Handschriftenblatt in der B-Mundart des Tocharischen. Leipzig : In aedibus quae Asia major appellantur 1925, S. [277]–283
- Tocharische Grammatik. Im Auftrage der Preussischen Akademie der Wissenschaften bearbeitet in Gemeinschaft mit Wilhelm Schulze von Emil Sieg und Wilhelm Siegling. Göttingen : Vandenhoeck & Ruprecht 1931
- Tocharische Sprachreste. Sprache B. Hgb. von Emil Sieg und Wilhelm Siegling, aus dem Nachlaß hgb. von Werner Thomas. Tl.1: Die Udānālaṅkāra-Fragmente. Übersetzung und Glossar. Tl.2:  Fragmente Nr. 71–633. Göttingen : Vandenhoeck & Ruprecht  1949-53. - Neubearb. und mit e. Kommentar nebst Register versehen von Werner Thomas. Göttingen : Vandenhoeck und Ruprecht 1983–